# Mini
|  | Per a altres significats, vegeu «Mini (desambiguació)». |

El mini (del llatí minium, vermelló), també anomenat plom vermell, és un mineral de la classe dels òxids que pertany i dona nom al grup del mini.

## Característiques
El mini és un tetraòxid de plom de fórmula química Pb₃O₄. Cristal·litza en el sistema tetragonal. La seva duresa a l'escala de Mohs és 2,5. S'utilitzava com a pigment per a pintures des de la prehistòria i fins fa uns anys per a pintures antioxidants, per sota de la pintura exterior del color desitjat. En estar fet a base d'un metall pesant, és tòxic.

## Formació i jaciments
Tot i tractar-se d'una espècie no gaire habitual ha estat descrita en tots els continents del planeta a excepció de l'Antàrtida. Als territoris de parla catalana ha estat descrita a la pedrera de Can Rovira, a Sant Fost de Campsentelles (Vallès Oriental, Barcelona) i a la mina la Cresta, a Bellmunt del Priorat (Priorat, Tarragona).